# Grandes Éxitos (album Shakiry)
Grandes Éxitos - album Shakiry z piosenkami w języku hiszpańskim.

## Lista utworów

### CD
- "Estoy Aquí" (Shakira, Ochoa) – 3:53
- "Antología" (Shakira, Ochoa) – 4:11
- "Un Poco De Amor" (Shakira, Ochoa) – 4:00
- "¿Dónde Estás Corazón?" (Shakira, Ochoa) – 3:53
- "Que Me Quedes Tú" (Shakira) – 4:49
- "Ciega, Sordomuda" (Shakira, Estéfano) – 4:29
- "Si Te Vas" (Shakira, Ochoa) – 3:31
- "No Creo" (MTV Unplugged) (Shakira,Ochoa) – 4:14
- "Inevitable" (Shakira,Ochoa) – 3:15
- "Ojos Así" (Shakira, Florez, Garza) – 3:59
- "Suerte" ("Whenever, Wherever") (Shakira) – 3:16
- "Te Aviso, Te Anuncio" ("Tango") (Shakira) – 3:46
- "Tú" (MTV Unplugged) (Shakira) – 4:52
- "¿Dónde Están Los Ladrones?" (MTV Unplugged) (Shakira, Ochoa) – 3:29
- "Moscas En La Casa" (Shakira) – 3:31

### VCD
- "Wywiad z Shakirą"